# Petrozavodsk
Petrozavodsk (rusă Петрозаводск) este un oraș din Republica Carelia, Federația Rusă și are o populație de 266.300 locuitori. Petrozavodsk este capitala Republicii Carelia. 